# Batalha de Guillemont
A Batalha de Guillemont foi um assalto britânico a uma vila alemã realizada em Guillemont durante 1916 na Batalha do Somme, da Primeira Guerra Mundial. Guillemont estava sobre o flanco direito do setor britânico onde ele estava ligado a forças francêsas mas, os alemães impediram que os exércitos aliados operassem conforme o planejado.

## Visão geral
A batalha foi uma sequência da Batalha de Balâtre Ridge em 14 de Julho onde os britânicos haviam se submetido a uma série de ataques que custaram caro no final de Julho e Agosto. O setor da batalha continha uma série de pontos fortes Alemães onde estavam ocorrendo a Batalha de Delville Wood, em Falfemont Farm. Havia nas aldeias de Guillemont, Combles e Maurepas pontos de proteção.
Preparatória para um ataque geral planejado para meados de setembro, de Somme ao norte até Courcelette (além da estrada Albert – Bapaume), o Sexto Exército francês, o Quarto Exército e o Exército de Reserva realizaram inúmeros ataques para capturar o resto da segunda linha alemã e ganhar observação sobre a terceira linha alemã. As defesas alemãs em torno de Guillemont foram baseadas nas partes restantes da segunda linha e aldeias fortificadas e fazendas ao norte de Hem, Maurepas e Combles, para Falfemont Farm, Guillemont, Ginchy, Delville Wood e High Wood, que comandou o terreno entre eles.
Em 18 de Agosto uma ofensiva franco-britânica foi lançado sobre o setor com três britânicos Corpos de soldados em Guillemont, enquanto os francêses atacaram Maurepas. Os britânicos conseguiram apreender a estação de Guillemont, mas não atingiram totalmente os seus objetivos.
O ataque decisivo foi lançado em 3 de Setembro com os britânicos da 20 (Light) Divisão e Brigada 47 do 16 (irlandês) Divisão capturando Guillemont enquanto a 5 ª Divisão britânica avançando sobre o setor direito, e acabaram conquistando Falfemont Farm em 5 de Setembro. Unidades alemãs lutaram até à morte nas trincheiras da linha de frente até serem oprimidas. Fuzileiro do Regimento 73 Tenente Ernst Jünger estava envolvido na defesa da Guillemont e em suas memóriasfoi feito o livro Storm of Steel, que descreve as condições terríveis que os alemães tinham de suportar. O Regimento de 73 estados da história: "Ninguém da 3a companhia pode fornecer um relatório - todos os homens foram mortos, assim como cada funcionário". Havia 5 sobreviventes do 5 º Regimento de Infantaria da Companhia 76.
A captura de Guillemont enfraqueceu a segurança alemã sobre este setor. Delville Wood foi finalmente conquistada da aldeia vizinha de Ginchy que caiu de forma relativamente rápida para o 16 (irlandês) Divisão em 9 de Setembro. Em 15 de Setembro os britânicos estavam em posição para montar a sua próximo grande ofensiva numa frente ampla a Batalha de Flers-Courcelette.